# Обер-Рош, Луи
Луи Реми Обер-Рош (Louis-Rémy Aubert-Roche) (26 ноября 1818 — 22 декабря 1874) — французский врач, который родился в Витри-ле-Франсуа. Он был специалистом по инфекционным заболеваниям и медицинским работником по строительстве Суэцкого канала .
Его помнят за публикации 1840 года под названием «De la peste ou typhus d’Orient: Documens etrecueillis recueillis pendant les années 1834—1838, en Egypt, en Arabie, sur la Mer Rouge, en Abyssinie à Smyrne et à Constantinople» в которой он описывает свои медицинские наблюдения в Северной Африке и Юго-Западной Азии. В этой книге он упоминает возможности использования гашиша для лечения чумы и брюшного тифа. Это убеждение было основано на его наблюдении, что египтяне, которые предавались гашишу, казались менее восприимчивыми к болезням, поражающим европейцев.
Обер-Рош не был первым врачом 19-го века, который упомянул о медицинских возможностях наркотиков на основе каннабиса. В 1839 году Уильям Брук О’Шонесси (1809—1889) из Британской Ост-Индской компании опубликовал трактат под названием «О приготовлении индийской конопли или гунджи», «Труды Медицинского и физического общества Бенгалии».